# جان الدریج
جان الدریج (انگلیسی: John Aldridge؛ زادهٔ ۱۸ سپتامبر ۱۹۵۸) یک بازیکن فوتبال، و مربی (ورزش) اهل ایرلند است.